# Белен (Пара)
Вижте пояснителната страница за други значения на Белен.
Белен (на португалски: Belém) е град и едновременно община в Североизточна Бразилия, столица на щата Пара.

## География
Разположен е около устието на река Амазонка, край канала Риу Пара, на 145 km от Атлантическия океан. Населението на Белем е около 1 430 600 души (2009). Има голямо пристанище. Развити са хранителната и дърводобивната промишленост.

## История
Основан е през 1616 г. от капитан Франсишку Калдейра Кастелу Бранку, който строи укрепления в местността, за да защити региона от нападенията на французи, холандци и англичани.

## Личности
Родени
- Сисиньо (р. 1988), бразилски футболист
- Сократеш (р. 1954), бразилски футболист

## Побратимени градове
- Авейро, Португалия от 1970 г.
- Кампинас, Бразилия